# Scott Yanow
Scott Yanow (* 4. října 1954 New York) je americký hudební publicista věnující se jazzové hudbě. V letech 1977–1984 psal pro časopis Record Review. Později psal pro další magazíny, mezi něž patří Down Beat, JazzTimes nebo Cadence Magazine. Řadu let píše recenze a biografie pro server AllMusic.